# 김찬호 (사회학자)
김찬호(1962년 ~ )는 대한민국의 사회학자이다.

## 학력
- 연세대학교 사회학 학사
- 연세대학교 대학원 사회학 석사 · 사회학 박사

## 경력
- 오사카 대학교 객원연구원
- 서울특별시 대안교육센터 부소장
- 연세대학교 강사
- 성공회대학교 교양학부 초빙교수
- 서울특별시 대안교육센터 전문연구위원

## 저서
- 《문화의 발견》. 문학과지성사. 2007년. ISBN 9788932017808
- 《사회를 보는 논리》. 문학과지성사. 2008년. ISBN 9788932019321
- 《생애의 발견》. 인물과사상사. 2009년. ISBN 9788959061143
- 《돈의 인문학》. 문학과지성사. 2011년. ISBN 9788932021843
- 《인류학자가 자동차를 만든다고》. 비룡소. 2012년. ISBN 9788949153520
- 《모멸감》. 문학과지성사. 2014년. ISBN 9788932025551

### 공저
- 하태욱 외. 《교사, 대안의 길을 묻다》. 이매진. 2009년. ISBN 9788993985078

## 상훈
- 2014년: 제55회 한국출판문화상 수상(저술 교양 부문)